# Fritz Fischer (Leichtathlet)
Friedrich „Fritz“ Fischer (* 19. Juli 1908; † 9. Oktober 1994) war ein österreichischer Langstreckenläufer.
Bei den Olympischen Spielen 1936 in Berlin schied er über 5000 m im Vorlauf aus.
1942 wurde er Österreichischer Meister über 10.000 m. Fritz Fischer wurde auf dem Ottakringer Friedhof beerdigt.

## Persönliche Bestzeiten
- 3000 m: 8:46,8 min, 21. Mai 1936, Budapest (ehemaliger österreichischer Rekord)
- 5000 m: 15:20,0 min, 19. Juli 1936, Prag (ehemaliger österreichischer Rekord)